# An Giang
An Giang é uma das 63 províncias do Vietname. Localiza-se na região do Delta do Rio Mekong e sua população, de acordo com dados de 2011, era de 2 151 000 habitantes. Sua capital é a cidade de Long Xuyen.